# دهستان بنفشه‌تپه
بنفشه‌تپه، دهستانی است از توابع بخش نوکنده شهرستان بندر گز در استان گلستان ایران.

## جمعیت
براساس سرشماری سال ۱۳۸۵ جمعیت آن ۲٬۱۱۴ نفر (۵۷۳ خانوار) بوده‌است.